# Детский сад № 333 (Москва)
Детский сад № 333 (Детский сад со слониками) — детский сад, расположенный в Москве в районе Щукино Северо-Западного административного округа. Он был построен в середине 1930-х годов в составе комплекса военного городка, и в ряде современных публикаций называется старейшим детским садом Москвы. Во дворе детского сада расположен плескательный бассейн с четырьмя скульптурами слонов. С 2012 года детский сад закрыт. В 2019 году детский сад был включён в список объектов культурного наследия регионального значения.

## История

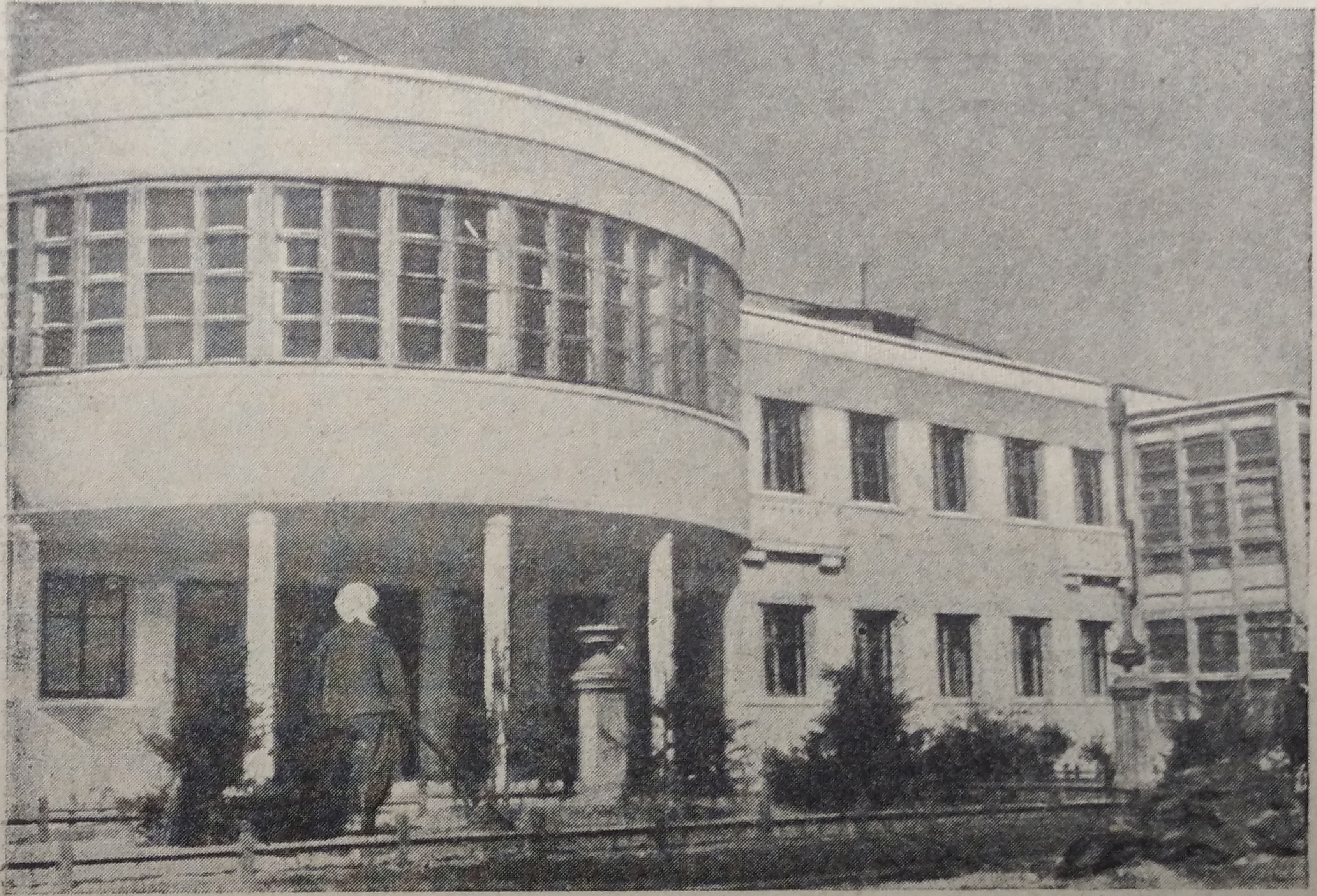
Детский сад в 1935 году

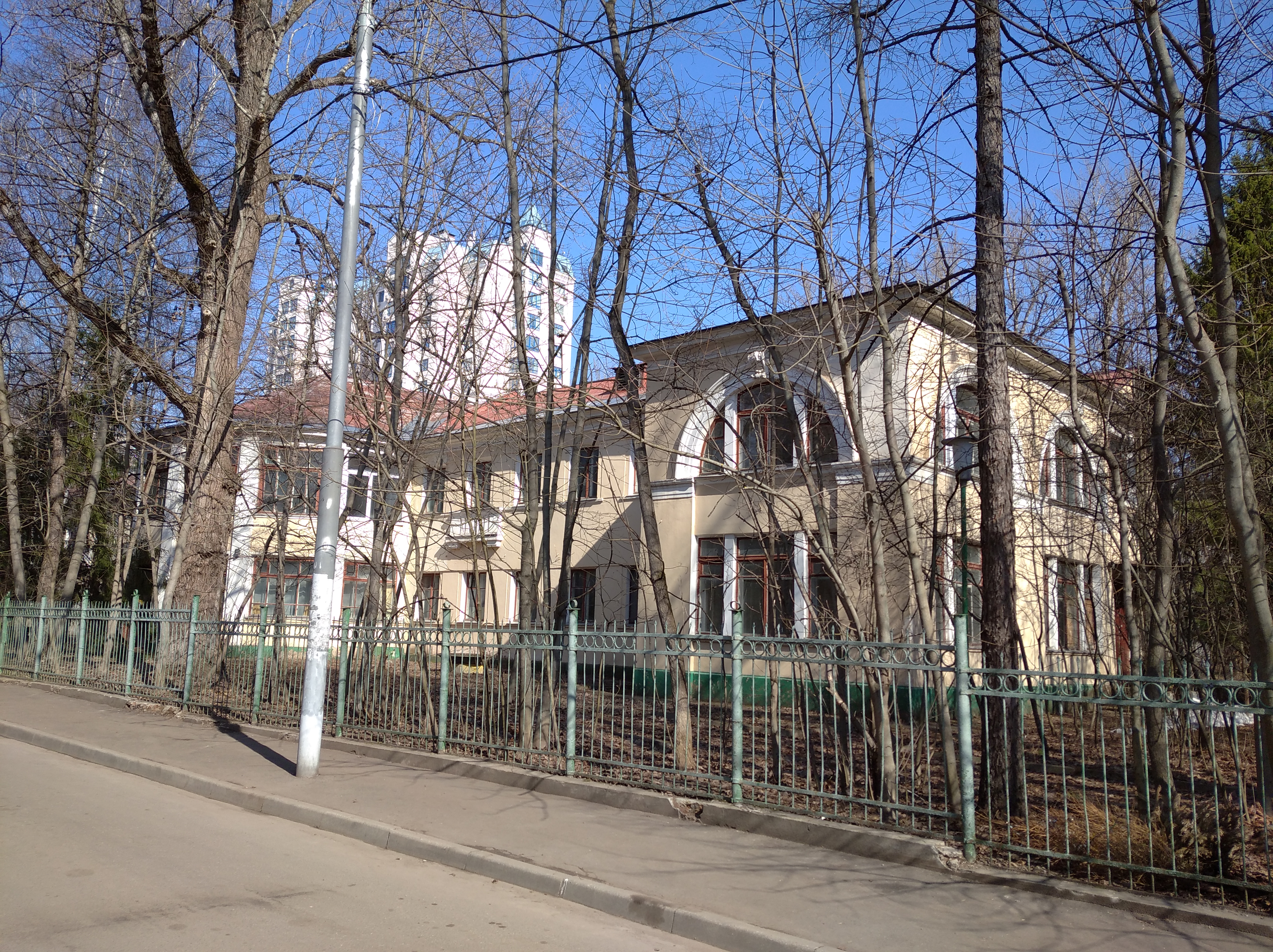
Юго-западный фасад

В 1930-х годах неподалёку от усадьбы Покровское-Стрешнево был построен военный городок для командного состава РККА. В его составе имелся ряд жилых и общественных зданий, в том числе и детский сад, построенный в 1935 году. После войны холодные веранды для дневного сна были перестроены.
Благодаря устроенному в детском саду плескательному бассейну, дети старших групп, помимо ежедневного купания и закаливания, также обучались плаванию. В летний период также практиковалась еда на открытых террасах, сон при открытых окнах прогулки и игры в лесопарке, мытьё ног прохладной водой перед сном.
Летом в 1954 и 1955 годах в бассейне детского сада проводились экспериментальные занятия плаванием. Основными целями эксперимента были: разработка методики обучения плаванию, исследование изменений в физическом развитии детей в результате обучения, изучение влияния закаливания на здоровье детей. В 1958 году по результатам эксперимента Т. И. Осокина написала диссертацию «Проблема формирования навыков плавания у детей дошкольного возраста и пути её решения в детском саду» на соискание учёной степени кандидата педагогических наук.
До 2010 года детский сад находился в ведении Министерства обороны Российской Федерации. В декабре 2011 года он был передан из собственности Министерства обороны в собственность Москвы, на баланс Департамента образования. Закрыт в мае 2012 года по причине неудовлетворительного технического состояния и был предназначен к сносу. Однако многие градозащитники выступили за сохранение здания, и снос был приостановлен. В августе 2016 года Мосгорнаследие отнесло детский сад № 333 к перечню выявленных памятников. В феврале 2019 года здание было внесено в реестр объектов культурного наследия регионального значения.
В 2025 году пустующее здание выставили на торги, их победителем стала компания «Фривэй». Согласно условиям торгов, победитель должен будет провести реставрационные работы.

## Архитектура и планировка
Детский сад построен по индивидуальному проекту. Здание асимметрично в плане. Оно представляет собой прямоугольник, вытянутый с северо-запада на юго-восток. К основному объёму примыкают две экседры. Одна из них, расположенная с южной стороны, определяет главный вход в здание. Другая экседра меньшего размера с лестницей внутри находится на северо-западной стороне. К основному прямоугольнику примыкают и два квадратный объёма: один напротив большой экседры, второй — с торца восточной стены. С северной стороны имеются выступы, в которых размещались мойки и туалеты.  В торцах устроены не отапливаемые террасы для дневного сна на свежем воздухе.
В архитектуре здания сочетается конструктивизм и сталинская неоклассика. Для конструктивизма характерны полукруглый ризалит на фасаде с большими квадратными окнами, а также асимметричная планировка здания с просторными помещениями. При этом в оформлении фасадов здания использованы декоративные детали, свойственные сталинской архитектуре: пилястры, замковые камни, украшенные листом тропического растения аканта, а также ложные балконы с балясинами и профилированные карнизы.
Изначально детский сад был рассчитан на 120 мест. Помимо кухни, столовой, гардеробной, хозяйственных помещений, комнат отдыха, в нём имелись актовый, музыкальный и спортивный залы.
Детский сад занимает достаточно большую территорию прямоугольной в плане формы, окружённую сквозной оградой. Со стороны главного входа — въездные ворота и калитка на кирпичных столбах. На территории находятся несколько перестроенных беседок.

### Бассейн

Плескательный бассейн со скульптурами слонов

Отличительной особенностью детского сада является летний плескательный бассейн. Он имеет ограждение из балясин гротескной формы. Около ступеней бассейна установлены четыре крупные фигуры слонов. Слоны были выкрашены в розовый цвет, поэтому в народе детский сад называли «родиной розовых слонов».
Размеры ванны бассейна составляют 11,4 м в ширину и 3,2 м в длину. Площадь поверхности воды — 36,48 м². Со стороны длинных стенок бассейна имеются ступени, ведущие в воду. Торцевые стенки полукруглой формы. Дно наклонное. В глубокой и мелкой части бассейна глубина различается на 10 см. В зависимости от налитой в бассейн воды его глубина в глубокой части составляет 40—55 см, в мелкой — 30—45. Искусственного подогрева бассейн не имел, вода нагревалась от солнца.

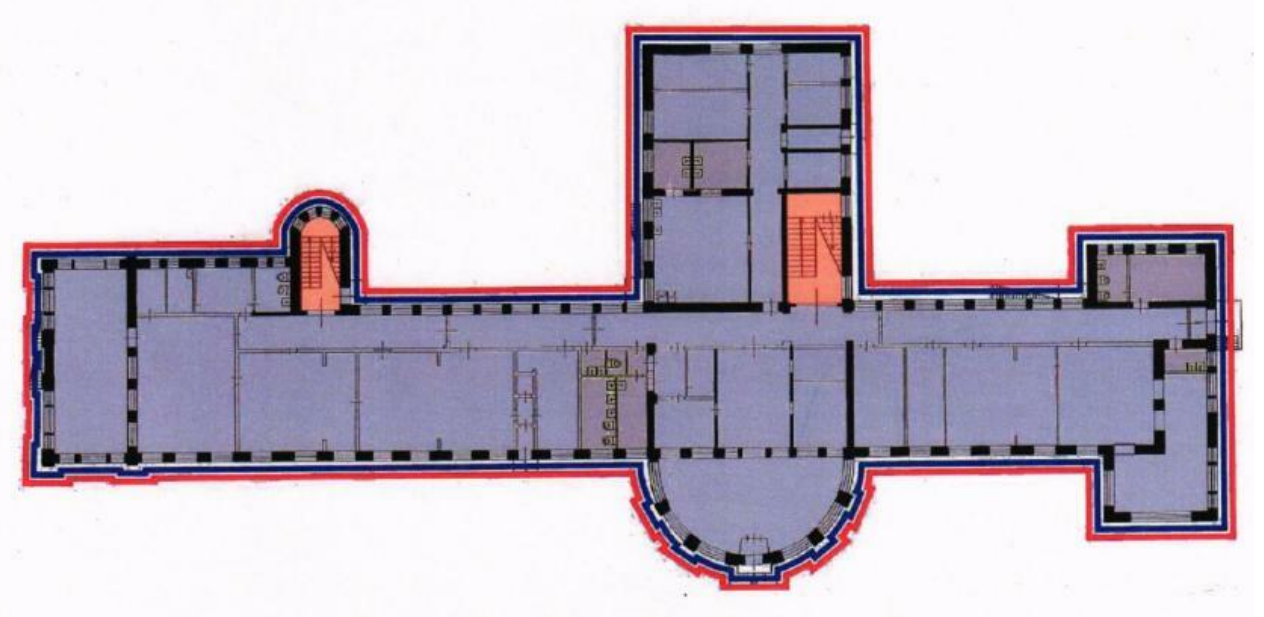
План первого этажа
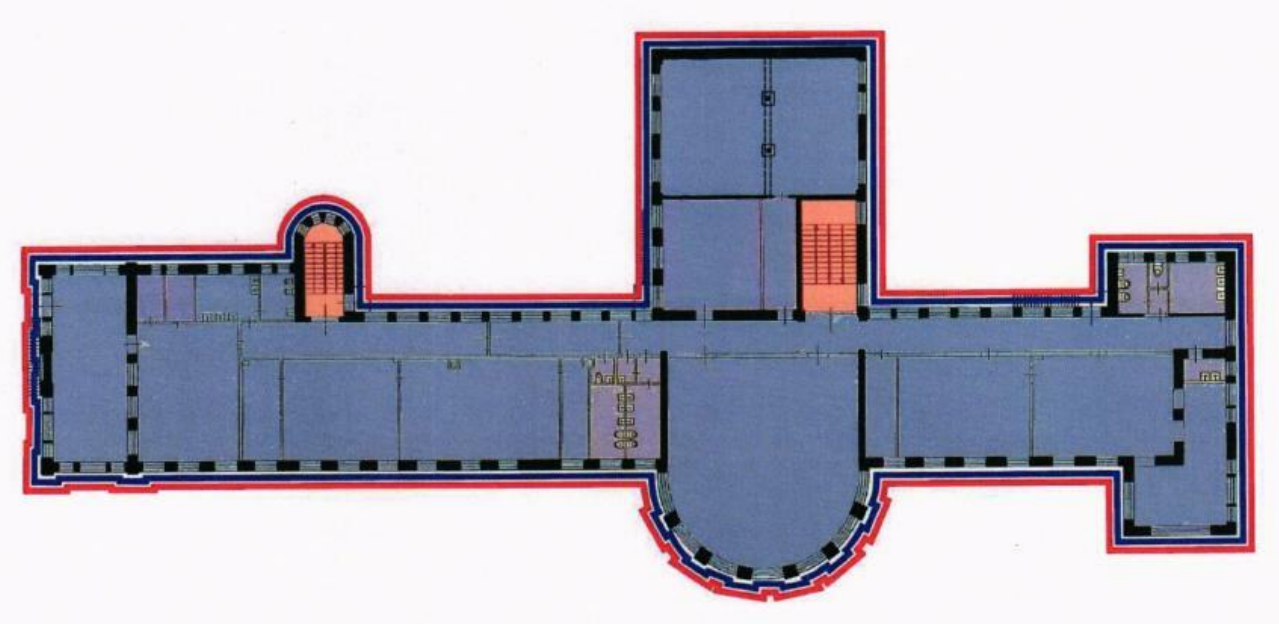
План второго этажа